# Jan Hipolit Bereśniewicz
Jan Hipolit Bereśniewicz – podporucznik 8. Regimentu Pieszego Domu Radziwiłłów, uczestnik wojny polsko-rosyjskiej 1792, odznaczony Krzyżem Kawalerskim Orderu Virtuti Militari.